# Phil Ofosu-Ayeh
Phil Ofosu-Ayeh (ur. 15 września 1991 w Moers) – ghański piłkarz występujący na pozycji obrońcy w PSS Sleman oraz w reprezentacji Ghany.